# Козел-Ил
Козел-Ил — река в России, протекает главным образом в Нагорском районе Кировской области (исток и первые несколько сот метров течения в Прилузском районе Республики Коми). Устье реки находится в 68 км по правому берегу реки Фёдоровка. Длина реки составляет 15 км.
Река берёт начало на Северных Увалах близ границы Республики Коми и Кировской области в 12 км к северо-востоку от села Гурьевка. Исток лежит на водоразделе Летки и Кобры, рядом с истоком реки Козел-Ил находится исток реки Осиновка, притока Летки. Река течёт на северо-восток по ненаселённому лесному массиву параллельно Агеевке. Впадает в Фёдоровку у нежилой деревне Естапово выше посёлка Бажелка (центр Метелевского сельского поселения).

## Данные водного реестра
По данным государственного водного реестра России относится к Камскому бассейновому округу, водохозяйственный участок реки — Вятка от истока до города Киров, без реки Чепца, речной подбассейн реки — Вятка. Речной бассейн реки — Кама.
Код объекта в государственном водном реестре — 10010300212111100031143.